# تیونا پریس
تیونا پریس (انگلیسی: Teyonah Parris؛ زادهٔ ۲۲ سپتامبر ۱۹۸۷) هنرپیشه اهل ایالات متحده آمریکا است. وی از سال ۲۰۱۰ میلادی تاکنون مشغول فعالیت بوده‌است.
از فیلم‌ها یا برنامه‌های تلویزیونی که وی در آن نقش داشته‌است می‌توان به مد من، از کجا می‌دانی، شای-رک، آن‌ها باهم آمدند و اگر خیابان بیل می‌توانست حرف بزند و کاپیتان مارول ۲اشاره کرد.